# 염색체

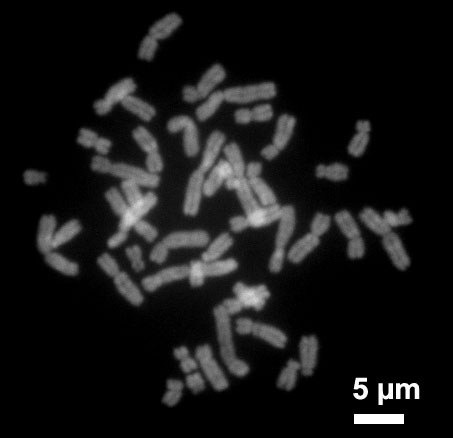
중기 단계에 있는 사람의 염색체.

염색체(染色體, 영어: chromosome)란 생명체의 유전 정보를 유전자 형태로 운반하는, 핵산과 단백질로 이루어진 실 같은 구조로 정의된다. 유전 정보를 저장하거나 딸세포로 전달하는 역할을 하며, 세포를 관찰하기 위해 사용하는 특정 염료에 잘 염색된다고 하여 붙여진 이름이다
진핵생물의 염색체는 히스톤 단백질 등의 구조 단백질 도움을 받아 퍼진염색질(euchromatin) 또는 뭉친염색질(heterochromatin) 형태로 핵 전체에 일정 규칙을 가지고 퍼져 있다가, 분열기(M기)에 접어들면 염색체가 고도로 응축한다.
세포의 사이기에는 염색체가 복제되고, 분열기엔 복제된 염색체가 분리된다. 염색체가 복제되어 2개의 사본이 만들어졌을 때 그 절반을 염색분체(chromatid)라고 한다. 염색분체는 복제된 염색체에서만 정의되기 때문에 체세포분열 후기 때 복제된 염색체가 나뉘면 그 부분은 더 이상 염색분체라고 부르지 않고 염색체라고 부른다. 따라서 실제로 체세포분열 후기부터 세포질분열이 일어나기 전까지 일시적으로 하나의 세포는 2배의 염색체 수를 가지며, 세포질분열이 끝나면 딸세포가 각각 모세포와 같은 1배의 염색체 수를 가진다.
두배수체 생물들의 염색체는 모양과 크기가 같은 염색체가 보통 2개씩 존재하는데, 이는 어버이로부터 각각 하나씩 받았기 때문이다. 이러한 2개의 염색체를 ‘상동 염색체’라고 한다. 따라서 일반적으로 생물 염색체 수는 짝수 (염색체 수가 홀수가 되면 다운 증후군, 터너 증후군, 야콥 증후군, 클라인펠터 증후군과 같은 병에 걸린다.)이다. 몇몇 생물의 염색체 수를 살펴보면, 양파 16개, 무 18개, 옥수수 20개, 수박 22개, 벼 24개, 토마토 24개, 밀 42개, 감자 48개, 모기 6개, 초파리 8개, 코알라 16개, 개구리 26개, 고양이 38개, 사람 46개, 침팬지 48개, 누에 56개, 소 60개, 말 66개, 개 78개, 닭 78개이다. 개와 닭은 염색체 수는 78개로 같지만 서로 다른 종이고, 사람보다 더 많은 염색체 수를 가진 생물들이 많은 것으로 미루어보아 종의 지능과 염색체 수는 무관하다는 것을 알 수 있다. 즉, 돌연변이를 제외한 같은 종의 생물은 동일한 수의 염색체를 가지고 있으며, 닭과 개와 같이 염색체 수가 같아도 염색체의 모양과 크기가 다르면 서로 다른 생물 종이다. 성 염색체의 경우에는 XY형, XO형, ZW형, ZO형의 4가지 유형으로 나뉜다.

## 인간의 염색체
사람(인간)은 22쌍의 상염색체와 1쌍의 성염색체를 가지고 있고, 또 미토콘드리아에도 염색체를 가진다.

## 같이 보기
- 이수성 (생물학)
- 염색소립
- DNA
- 유전자 결실
- 후성유전학
- 유전자자리
- 성결정계